# Vitol
O Grupo Vitol é uma comercializadora de hidrocarbonetos. Foi fundada em 1966 por Henk Viëtor e Jacques Detiger em Roterdão, tendo sedes nesta cidade e em Genebra.